# Waterkrachtcentrale van Coo-Trois-Ponts

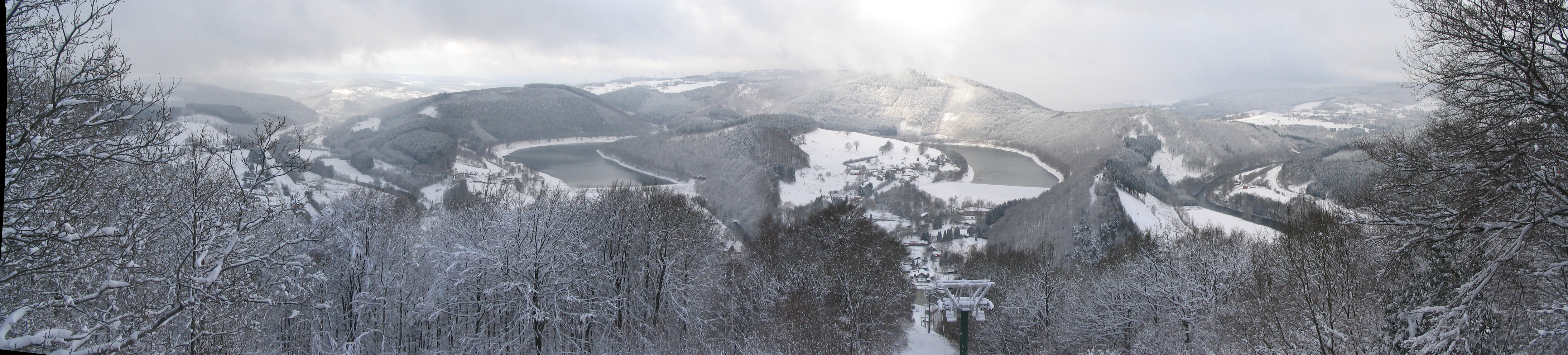
Opvangbekken Coo-Trois-Ponts

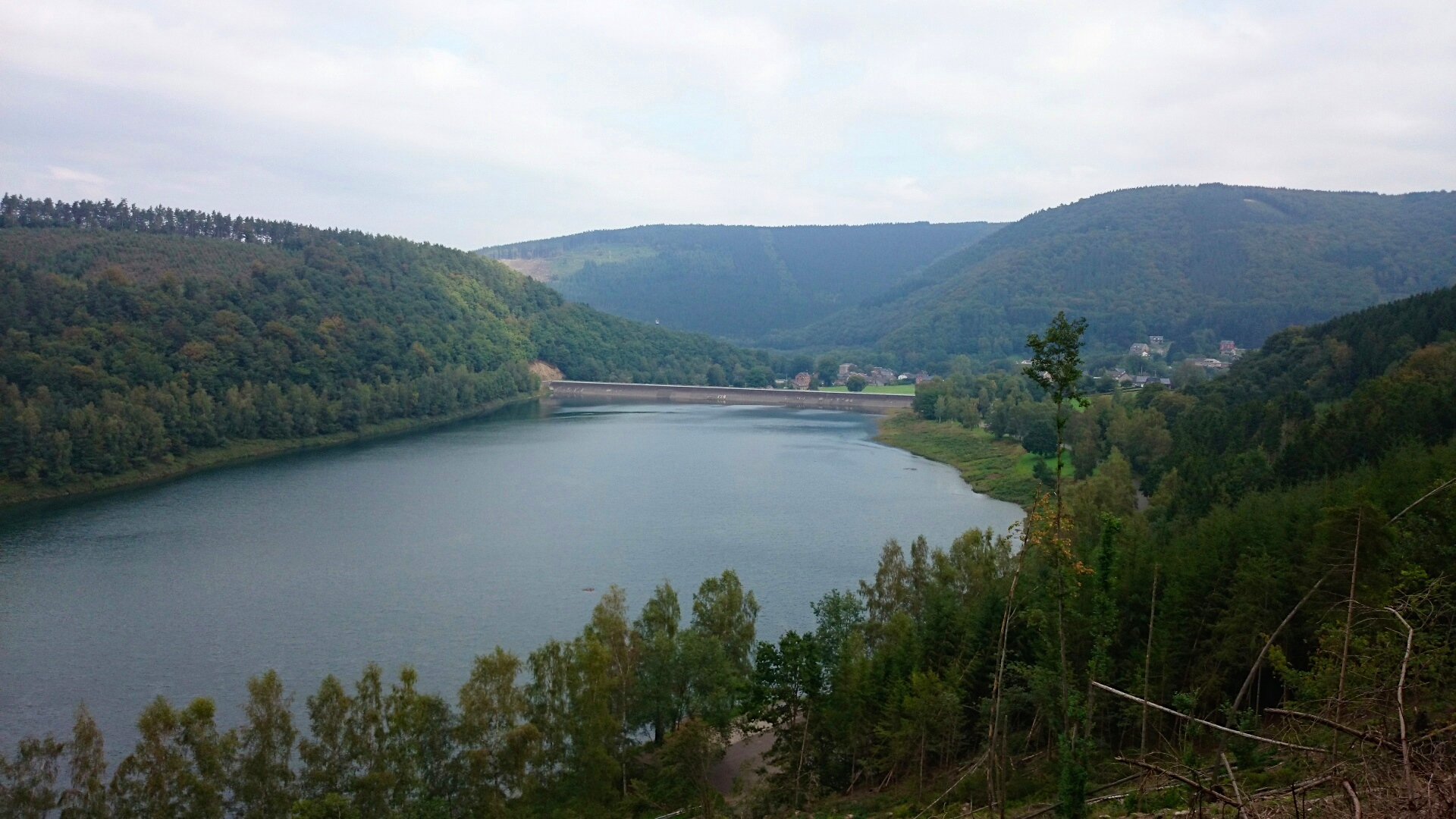
Onderste bekken

De Waterkrachtcentrale van Coo-Trois-Ponts is de belangrijkste spaarbekkencentrale van België gelegen tussen Coo en Trois-Ponts in de provincie Luik in Wallonië. De centrale werd gebouwd tussen 1967 en 1979. De centrale wordt op afstand bediend vanuit de dispatch van ENGIE Electrabel in Brussel en kan in 20 seconden opgestart worden. Het totale vermogen van de centrale is 1164 megawatt (MW). Deze maximumcapaciteit kan gedurende 5 uur geleverd worden. Dan zijn de bovenste bekkens leeg en moet het water terug naar boven gepompt worden.
Zes Francisturbines staan opgesteld in een in de rots uitgehouwen machinekamer van 128 m lang, 22 m breed en 40 m hoog. Zij kunnen werken als turbine en als pomp. Als turbine bedraagt het debiet 500 m³ per seconde, als pomp tussen de 325 en 415 m³ per seconde.
Het onderste bekken is een kunstmatig meer van 71 hectare dat ontstond door afdamming van de meander van de Amblève te Coo in de gemeente Stavelot dat 8,5 miljoen m³ water kan bevatten. Het water wordt omhoog gepompt naar twee bekkens in het plaatsje Brume, in de gemeente Trois-Ponts, ongeveer 1 km ten zuidwesten van Coo. Het hoogteverschil is 270 m. De twee bekkens kunnen 4 en 4,5 miljoen m³ water bevatten en zijn met afzonderlijke onderaardse leidingen, met een diameter van 6,5 tot 8 m, verbonden met de Francisturbines.
Tientallen jaren zijn plannen gemaakt voor een derde bovenbekken met twee nieuwe Francisturbines van elk 300 MW, maar vanaf 2017 wordt deze piste niet verder onderzocht. In mei 2021 maakte Engie wel bekend dat de centrale uitgebreid wordt door de bestaande spaarbekkens te vergroten, en de machines op te waarderen.